# Strasserismo

Emblema del Frente Negro alemán.

El strasserismo es el nombre con el que se conoce a la variante del nazismo defendida por los hermanos Gregor y Otto Strasser, que tuvieron diferencias políticas e ideológicas con Adolf Hitler dentro del Partido Nazi.
Esta corriente política —que ha sido calificada como «izquierdista» u «obrera» dentro del contexto del NSDAP— fue en gran medida eliminada materialmente en la Noche de los cuchillos largos. En la actualidad el strasserismo como ideología política está ilegalizado en Alemania; los grupos que se declararon de tal manera (como el Freiheitliche Deutsche Arbeiterpartei) tuvieron que ser disueltos.

## Hermanos Strasser
Gregor Strasser

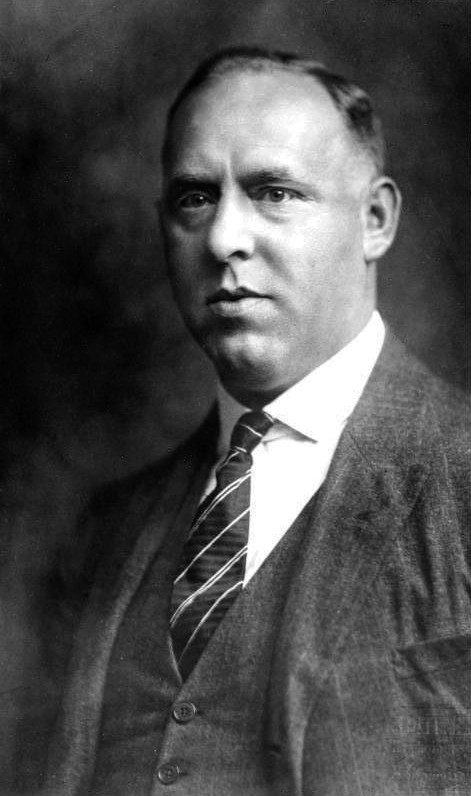
Gregor Strasser en 1928

Gregor Strasser (1892-1934) comenzó su carrera política nacionalista al unirse a los Freikorps después de servir en la Primera Guerra Mundial. Participó en el Golpe de Estado de Kapp donde formó su propio Völkisch ("unión defensa popular"), que se fusionó con el NSDAP en 1921. Inicialmente era un firme defensor de Adolf Hitler, participó en el Putsch de Múnich y ocupó varios altos cargos en el Partido Nazi. Sin embargo, Strasser no tardó en convertirse en un firme defensor del ala socialista del partido,[cita requerida] con el argumento de que la revolución nacional debería incluir también medidas para combatir la pobreza usando a la clase trabajadora como apoyo. Después de la llegada de Hitler al poder, Ernst Röhm, quien encabezaba las SA, la organización paramilitar más importante del partido nazi, pidió una «segunda revolución», con la intención de eliminar las élites de control. A esto se opuso el movimiento conservador, así como algunos nazis que preferían un régimen autoritario. Se ordenó la eliminación del ala izquierdista del partido y Gregor Strasser falleció víctima de la purga de la noche de los cuchillos largos.

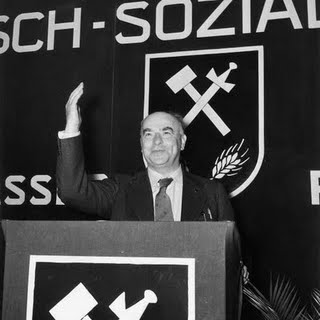
Otto Strasser
Otto Strasser (1897-1974) también había sido miembro de los Freikorps, pero se unió al Partido Socialdemócrata (SPD) y luchó contra el Golpe de Estado de Kapp. Sin embargo, finalmente se unió al Partido Nazi en 1925, pero conservando sus ideas acerca de la importancia del socialismo. Considerado más radical que su hermano, Otto Strasser fue expulsado por el partido nazi en 1930 y estableció su propio grupo disidente, el Frente Negro, que aboga por un nacionalismo alemán en su revolución socialista. Huyó de Alemania en 1933 para vivir en Checoslovaquia y Canadá antes de regresar a la Alemania Occidental, donde dedicó sus últimos momentos de vida para escribir sobre Hitler y lo que vio como su traición a los ideales nacional socialistas. En 1956 incluso fundó el partido Unión Social Alemana, que no logró convertirse en una fuerza política relevante.
En 1940, Otto Strasser, publicó su libro más famoso titulado, «Alemania Mañana» o «Alemania del Mañana» (dependiendo de la traducción).

## Ideología
Los Strasser tenían profundas diferencias ideológicas con Hitler, desde sus concepciones sobre qué era la Nación y cómo estaba conformada, cuál era su Estado ideal, hasta el profundo sentimiento Revolucionario y Socialista que animaba a los hermanos Strasser.
Strasser, como Ernst Jünger, sueña con un nuevo "trabajador", pero uno en particular: el "agricultor", de modo que debía haber obrero-agricultor, intelectual-agricultor, soldado-agricultor, Strasser proponía por lo tanto el retorno a la tierra, la disolución de la sociedad industrial, el desmantelamiento de las fábricas y la reducción de las poblaciones urbanas. Proponía un sistema representativo basista y la nacionalización de los medios de producción.
En 1934, Otto Strasser dirá sobre la actuación del que sería conocido como el Frente Negro:
Campo económico: Destrucción del sistema capitalista privado y del sistema capitalista estatal, y reconstrucción de un nuevo orden del socialismo alemán; nacionalización de la economía popular alemana, bajo una forma económica de vida que tenga como objetivo la efectiva desproletarización del pueblo alemán.
Política interior: Echar por la borda la dictadura partidocrática y establecer un sistema político legalmente basado en la autonomía de las corporaciones; una nueva subdivisión de Alemania en provincias con una administración federal y un gobierno federal centralizado.
Campo de la cultura: Ruptura del idolatrado "Estado Totalitario"; restaurar la verdadera fe; establecer la libertad de pensamiento; restringir las medias verdades de "Sangre y Suelo" a sus correctos ámbitos de aplicación; reconocer el valor del espíritu, el valor del alma, el valor de la religión.
Política exterior: Repudiar cualquier forma de imperialismo; reconocer de manera efectiva una Federación Europea sobre el principio de la libertad nacional y el desarrollo popular de todas las naciones.
Gobierno: Un presidente del Reich que fuera escogido de por vida como una monarquía electiva; un gobierno de gremios socialista como un socialismo gremial.

## Influencia

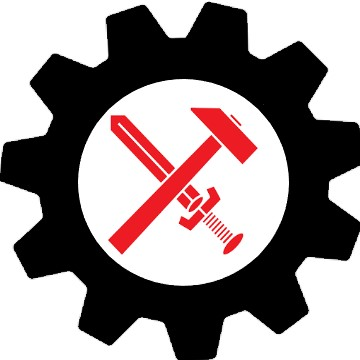
Emblema de la Red Libre del Sur, usada durante sus mítines y movilizaciones

En la actualidad el strasserismo es una corriente a la cual se adscribe un importante número de grupúsculos neonazis y tercerposicionistas, también estas ideas son acogidas por otros grupos de ideología nacionalista y fascista como el nacional-bolchevismo.
Aleksandr Dugin, geopolítico de notable influencia sobre la opinión pública en Rusia, se encuentra próximo a las ideas strasseristas.
Según Nicholas Goodrick-Clarke la ideología del Frente Europeo de Liberación recoge en sus puntos básicos ideas, entre otros, de Otto Strasser.